# Ukrán írásbeliség és nyelv napja
Az ukrán írásbeliség és nyelv napja (ukránul: День української писемності та мови, magyar átírásban: Deny ukrajinszkoji piszemnosztyi ta movi)  az államnyelv ünnepe Ukrajnában, amelyet minden év október 27-én ünnepelnek. Ez az ünnepnap egybeesik az új stílusú ukrán egyházi naptár, a javított Júlián naptár szerinti ünneppel, Szent Nesztor krónikás emléknapjával.
Az ünnepnapot először 1997. november 9-én tartották meg, miután Leonyid Kucsma ukrán elnök ukrajnai civil szervezetek kezdeményezésére november 9-t az ukrán nyelv és írásbeliség napjává nyilvánította az 1241/97. számú elnöki rendeletében. Ugyanebben a rendeletben október 27-t Szent Nesztor emléknapjává nyilvánították.
Az ünnepnaphoz hagyományosan több esemény kapcsolódik. Ezen alkalomból Szent Nesztor ukrajnai emlékműveinél virágokat helyeznek el, továbbá az ukrán oktatási és tudományos minisztérium, valamint az Ukrán Filantrópok Szövetségének támogatásával minden évben több országban is megrendezik a Petro Jacik Nemzetközi Ukrán Nyelvi Versenyt. Emellett számos társadalmi rendezvényt és előadást tartanak Ukrajna-szerte.
2010-ben az akkori oktatási és tudományos miniszter, a Régiók Pártjához tartozó oroszbarát Dmitro Tabacsnik utasítására az oktatási és tudományos minisztérium nem finanszírozta az az évi Petro Jacik Ukrán Nyelvi Versenyt. A rendezvényt megtartották, de a minisztérium nem képviseltette magát.
2015-ben ezen az ünnepnapon a Vidszics (Üss vissza) ukrán civil mozgalom egy jelmezes performanszt tartott Kijevben, az Ukrán Elnöki Hivatal előtt, amelyben az ukrán nyelv védelmét és támogatását követelték. Az akcióban olyan ismert orosz történelmi személyiségeket vonultattak fel, akik jelentős erőfeszítéseket tettek az ukrán nyelv elnyomása, üldözése, valamint az oroszosítás terén (mint pl. Nagy Péter, II. Katalin, Pjotr Valijev).
2023-ban, miután az Ukrán ortodox egyház és az Ukrán görögkatolikus egyház is áttért a javított julián naptárra, 2023. július 23-án Volodimir Zelenszkij a 455/2023. sz. elnöki rendelettel október 27-re változtatta az ukrán írásbeliség és nyelv napját.